# Neolítico en Grecia

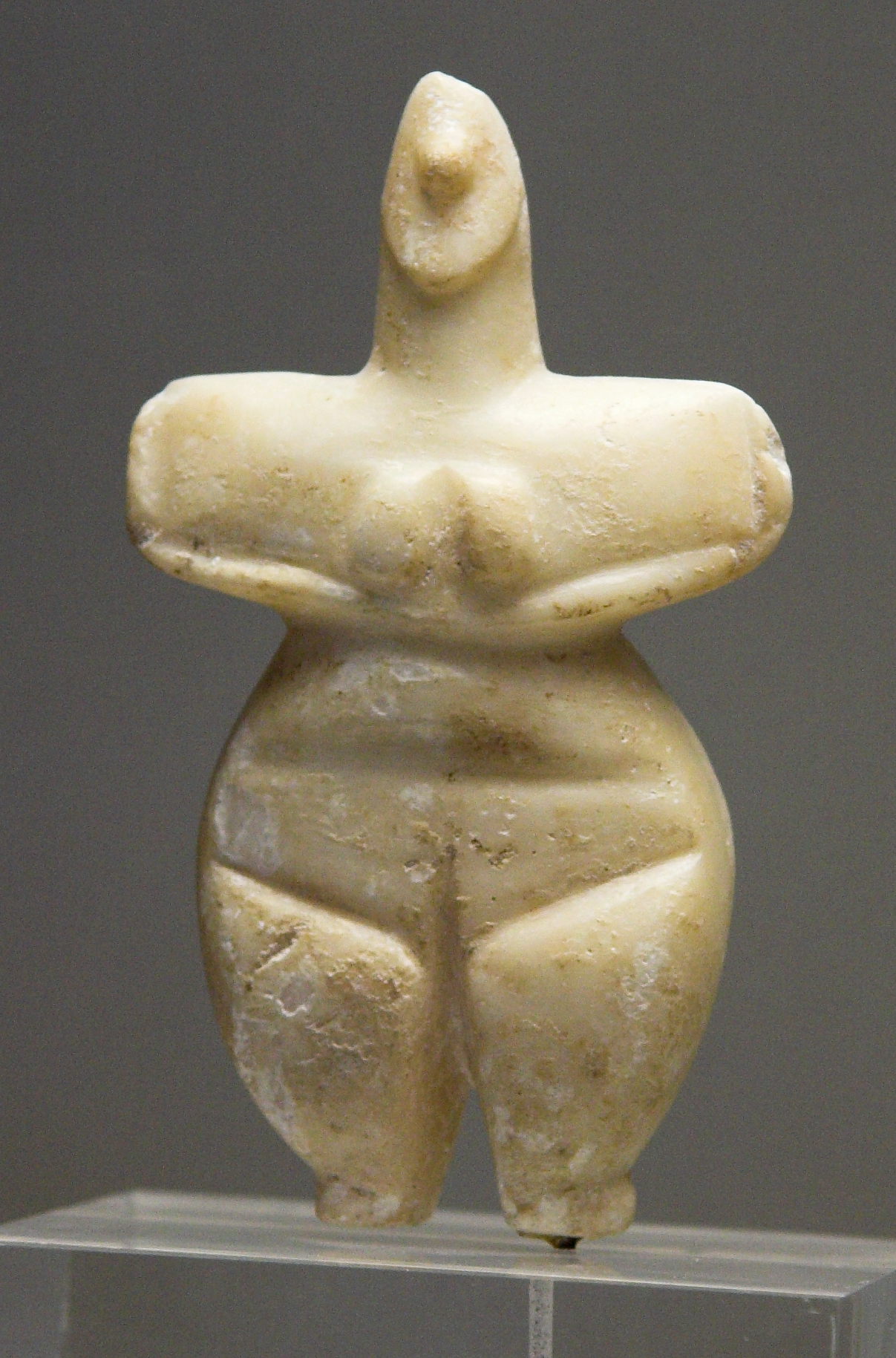
Figurilla femenina de mármol. Tesalia, 5300-3300 a. C.

El Neolítico en Grecia es un término arqueológico utilizado para referirse a la fase neolítica de la historia griega que comienza con la expansión de la agricultura en Grecia en el 7000-6500 a. C., y termina alrededor del 3200 a. C. Durante este periodo, se produjeron muchos avances, como el establecimiento y la expansión de una economía mixta de agricultura y ganadería, innovaciones arquitectónicas (es decir, casas del tipo "megaron" y "tsangli"),
así como un arte elaborado y la fabricación de herramientas. El neolítico en Grecia forma parte de la Prehistoria del sureste de Europa.

## Periodización
La revolución neolítica llegó a Europa a partir del 7000-6500 a. C., durante el Neolítico precerámico B, cuando los agricultores de Oriente Próximo entraron en la península griega desde Anatolia principalmente saltando de isla en isla a través del mar Egeo.
Los arqueólogos modernos han dividido el Neolítico de la historia de Grecia en seis fases: Precerámico, Neolítico Antiguo, Neolítico Medio, Neolítico Reciente I, Neolítico Reciente II y Neolítico Final (o Calcolítico).
| Período                         | Fecha aproximada |
| ------------------------------- | ---------------- |
| Precerámico (o Acerámico)       | 6800–6500 a. C.  |
| Neolítico Antiguo               | 6500–5800 a. C.  |
| Neolítico Medio                 | 5800–5300 a. C.  |
| Neolítico Reciente I            | 5300–4800 a. C.  |
| Neolítico Reciente II           | 4800–4500 a. C.  |
| Neolítico Final (o Calcolítico) | 4500–3200 a. C.  |

## Sitios del Neolítico en Grecia
Estas son las poblaciones estimadas de aldeas, pueblos y villas de la Grecia neolítica a lo largo del tiempo. Existen varios problemas a la hora de estimar el tamaño de los asentamientos individuales, y las estimaciones más altas para un asentamiento dado, en un periodo dado, pueden ser varias veces las más bajas.
| Villa               | 7000 a. C. | 6000 a. C. | 5000 a. C. | 4000 a. C. | 3800 a. C. | 3700 a. C. |
| ------------------- | ---------- | ---------- | ---------- | ---------- | ---------- | ---------- |
| Nea Nikomedeia      |            | 500–700    |            |            |            |            |
| Sesklo              |            |            | 1000–5000  |            |            |            |
| Dimini              |            |            |            |            |            |            |
| Atenas              |            |            |            |            |            |            |
| Poliojni            |            |            |            |            |            |            |
| Cnosos              | 25         | 50         | 500–1000   | 500–1000   |            |            |
| Cueva de Trapeza    |            |            |            |            |            |            |
| Gerani              |            |            |            |            |            |            |
| Lerna               |            |            |            |            |            |            |
| Kefala              |            |            |            |            |            |            |
| Cueva de Alepotrypa |            |            |            |            |            |            |
| Milo                |            |            |            |            |            |            |
| Servia              |            |            |            |            |            |            |

## Precerámico 6800-6500 a.C.
El período precerámico (o acerámico) del Neolítico en Grecia se caracteriza por la ausencia de vasos de barro cocido y una economía basada en la agricultura y la ganadería. Los asentamientos consistían en cabañas subterráneas parcialmente excavadas en el suelo con comunidades habitadas por 50 a 100 personas en lugares como Argisa (Tesalia), Dendra (Argólida) y Franchthi.  Los habitantes cultivaban diversas cosechas (por ejemplo, escaña menor, trigo farro, cebada, lentejas y guisantes), se dedicaban a la pesca, caza], ganadería (i. es decir, la cría de ganado vacuno, porcino, ovino, canino y caprino), desarrollaban herramientas (por ejemplo, hojas de sílex y obsidiana) y fabricaban joyas de arcilla, conchas marinas, de hueso y piedra.
Cnosos tiene una historia] extremadamente larga que comienza durante el Neolítico precerámico A. Los primeros asentamientos neolíticos en la zona de Cnosos se desarrollaron entre el 6000 y el 7000 a. C., según la datación por radiocarbono . Arthur Evans, que reveló la minoica , el palacio de Cnosos, estimó que era de finales del 8.º milenio o principios del 9.º milenio a. C. llegaron a la zona gentes neolíticas probablemente de ultramar, posiblemente de Anatolia occidental, y establecieron sus primitivas comunidades en la colina local.
La isla volcánica de Milos fue visitada por la explotación de su obsidiana para la fabricación de herramientas y armas, desde el Mesolítico hasta finales del Neolítico en Europa. Los recursos naturales de Mils se transportaban a grandes distancias por todo el Egeo, Grecia continental, Anatolia occidental y posiblemente hasta Egipto. Los hallazgos más antiguos de obsidianas de Milo fuera de la isla se producen en el Mesolítico (9000-7800 a. C.), en la cueva de Franchti, en la Argólida. No hay pruebas de asentamientos en la isla de Milo hasta el Neolítico Final (4000 a. C.). La explotación de la obsidiana parece ser realizada por grupos de personas diferentes que desembarcaban de forma intermitente en la isla, para el suministro periódico de piedra para la fabricación de herramientas.

## Neolítico Antiguo (EN) 6500-5800 a.C.
El período precerámico del Neolítico en Grecia fue sucedido por el Neolítico Antiguo (o NA), en el que la economía proseguía basándose en la agricultura y la ganadería y los asentamientos seguían consistiendo en cabañas independientes de una sola habitación en las que cada comunidad estaba habitada por entre 50 y 100 personas (la unidad social básica era el clan o la familia extensa).  Los fogones y hornos se construían en espacios abiertos entre las cabañas y eran de uso común. Durante el Neolítico Antiguo, se desarrolló la tecnología de la alfarería, que incluía la cocción de vasos, y las costumbres funerarias consistían en la inhumación en fosas rudimentarias, la cremación de los muertos, la recogida de huesos y el enterramiento en cementerios.

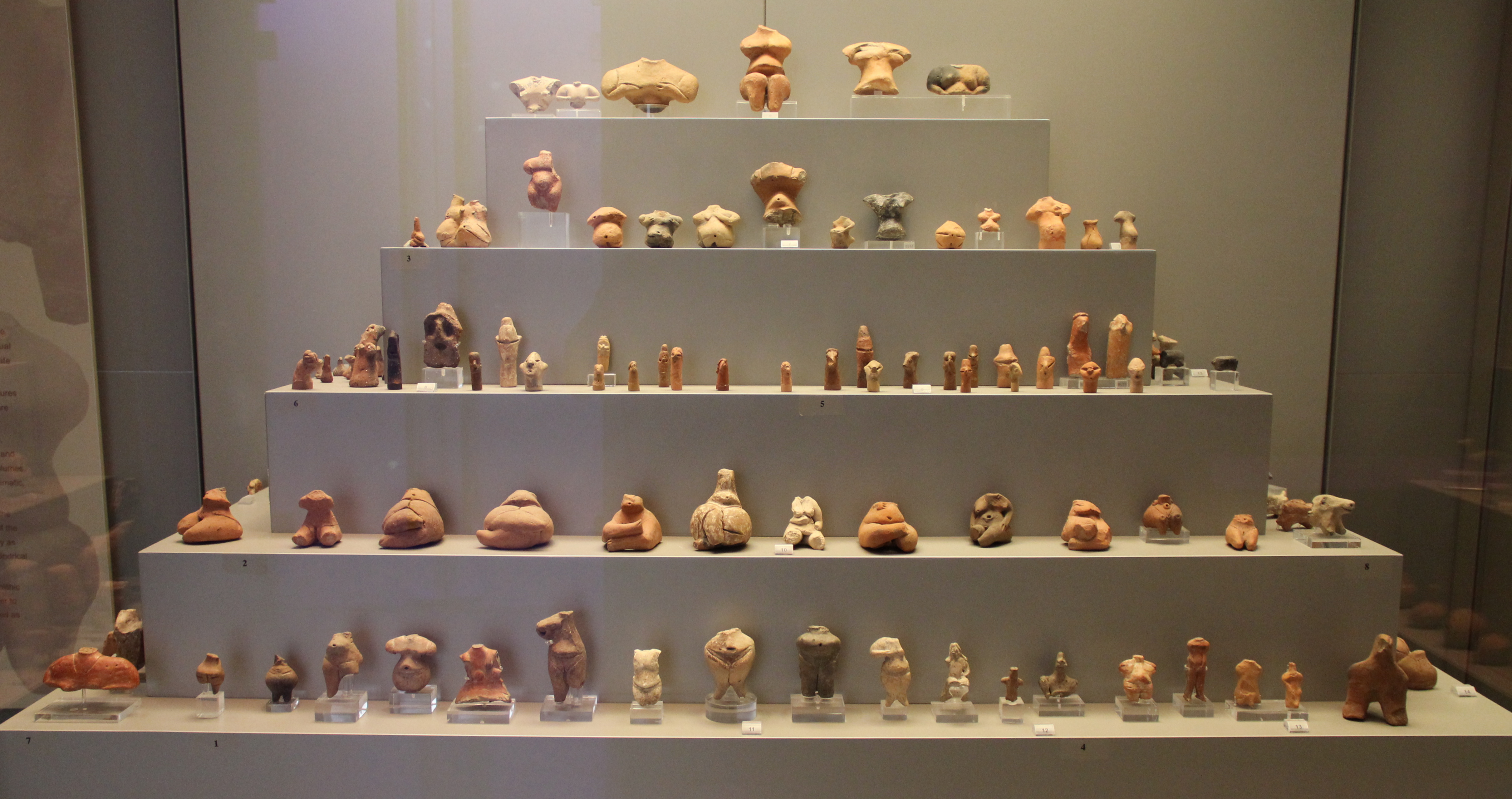
Figurillas de arcilla del Neolítico Antiguo y Medio de Tesalia, 6500-5300 a. C.
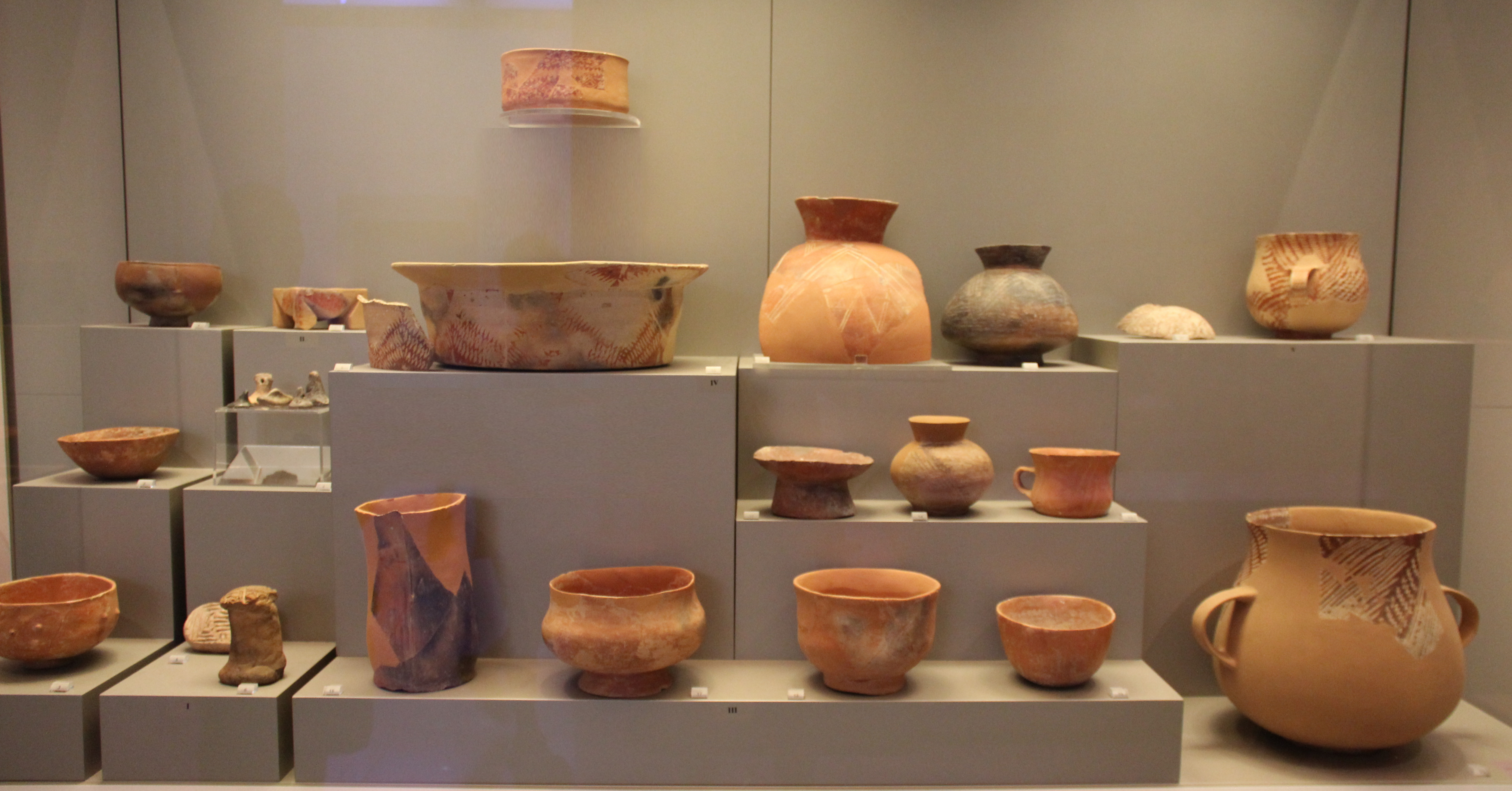
Cerámica griega antigua del Neolítico Antiguo y Medio 6500-5300 a.C. Museo Arqueológico Nacional de Atenas, Atenas.
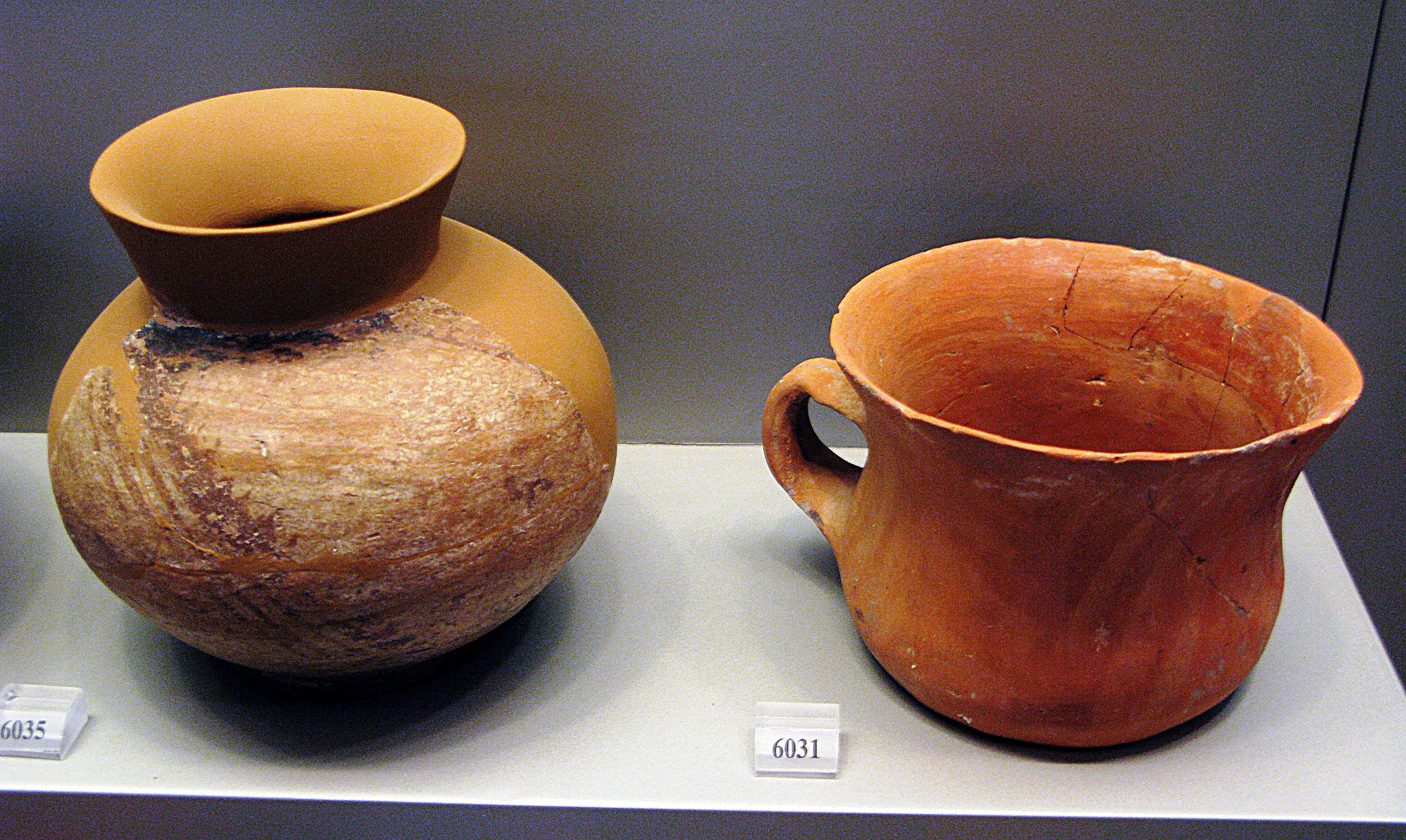
Cuencos monocromos de Sesklo. Neolítico Antiguo (6500-5800 a.C.). Museo Arqueológico de Atenas.
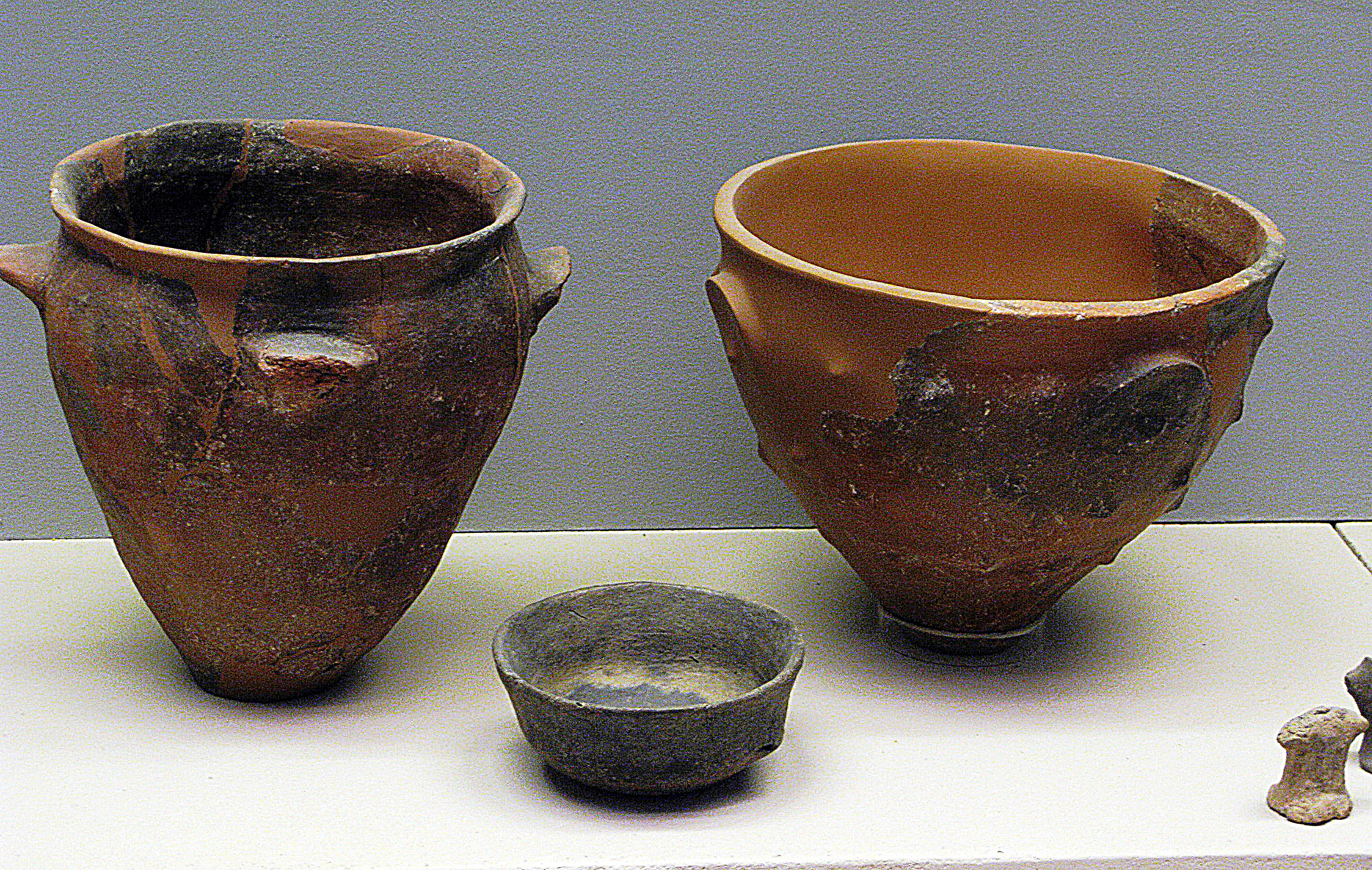
Vasos de arcilla neolíticos de Sesklo. Museo Nacional de Atenas.
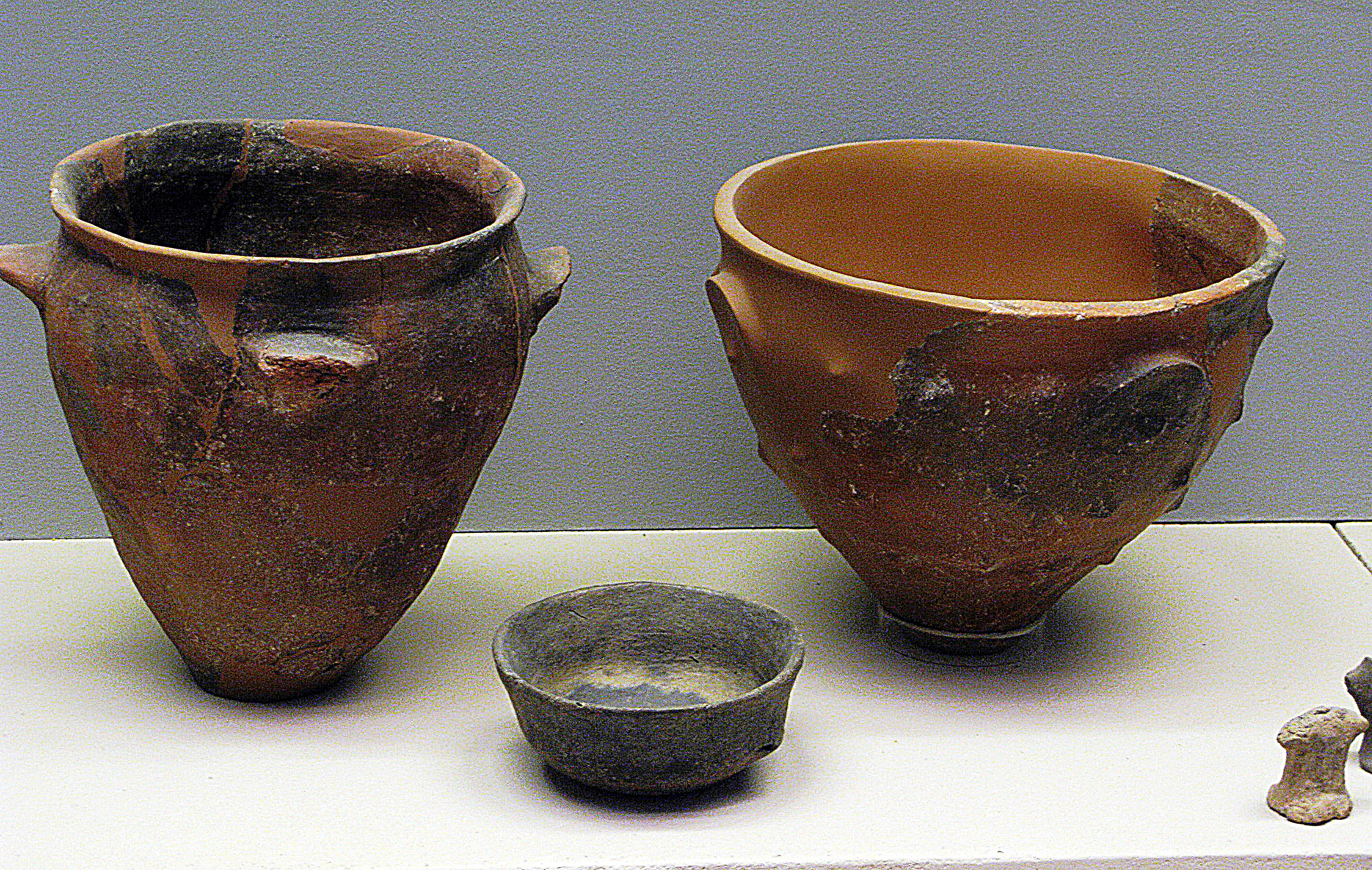
Vasos de arcilla neolíticos de Sesklo. Museo Arqueológico Nacional de Atenas.
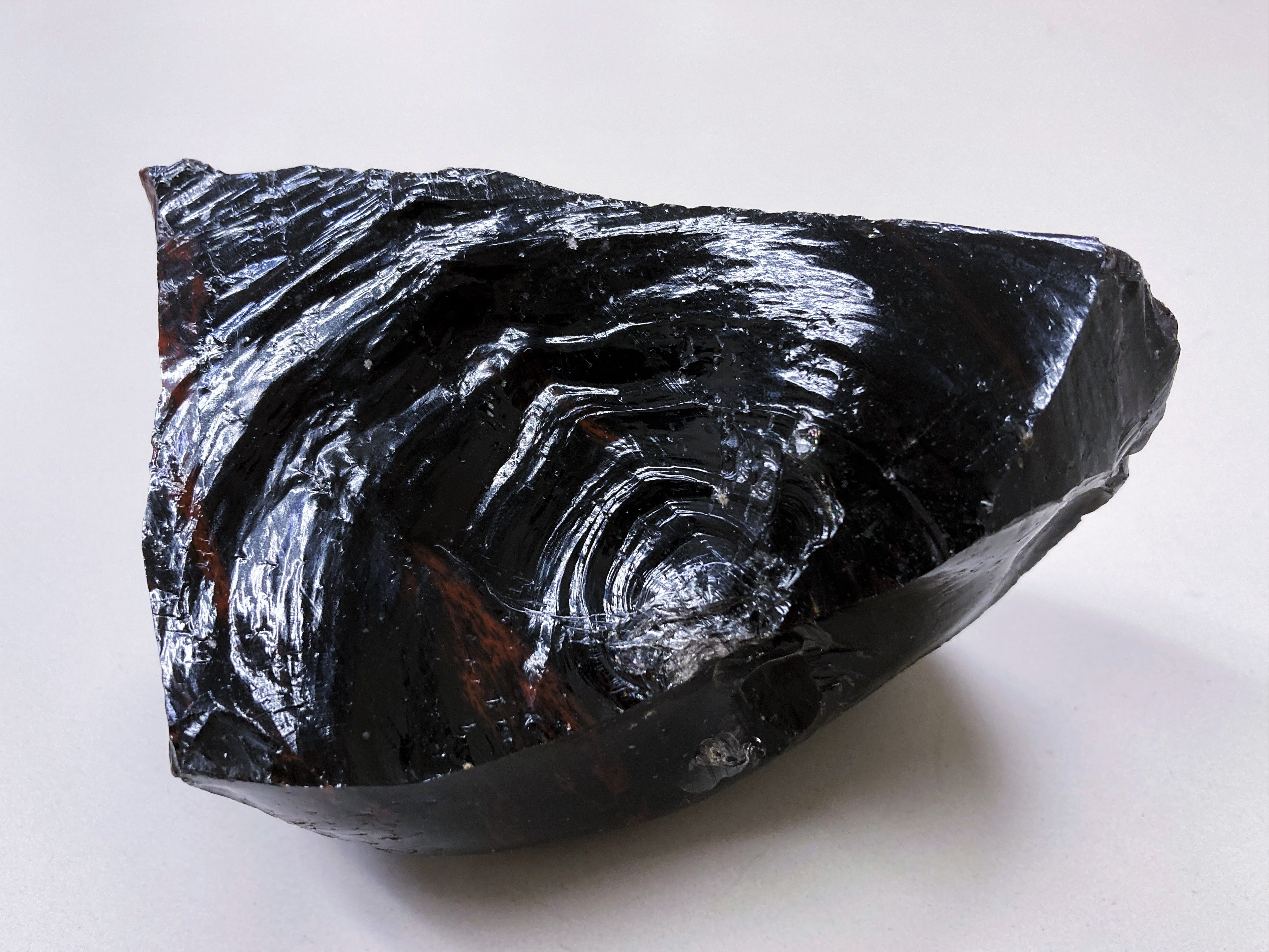
Obsidiana, utilizada para fabricar herramientas y armas.

## Neolítico Medio (MN) 5800-5300 a.C.
El Neolítico Medio (o MN) se caracteriza por nuevos desarrollos arquitectónicos, como las casas construidas con cimientos de piedra y el desarrollo de las viviendas de tipo megaron (casas rectangulares de una sola habitación con pórticos abiertos o cerrados). Además, la casa "tipo Tsangli", llamada así por el asentamiento de Tsangli, se desarrolló por primera vez durante el Neolítico Medio; la vivienda "tipo Tsangli" tiene dos contrafuertes interiores a cada lado (diseñados para sostener el tejado de la casa y dividir el espacio de la vivienda en habitaciones separadas para funciones distintas como almacenamiento, preparación de alimentos y dormitorios) con una hilera de postes en el centro de la habitación cuadrada. En el ámbito del arte, el motivo meandro-laberinto se encontró en sellos y joyas del Neolítico Antiguo y, en menor medida, del Neolítico Medio. El Neolítico Medio terminó con la devastación de algunos asentamientos por el fuego; comunidades como Sesklo fueron abandonadas mientras que comunidades como Tsangli-Larisa fueron inmediatamente rehabitadas.

## Neolítico Tardío (NT) 5300-4500 a.C.

### Neolítico Tardío I (NEI)
El periodo Neolítico Tardío I (o LNI) se caracteriza por la expansión de los asentamientos y la intensificación de la economía agrícola, en la que se talaron arbustos y zonas boscosas para conseguir campos de pastoreo y tierras de cultivo.  Durante este periodo, se cultivaron nuevas cosechas como trigo harinero, centeno, mijo y avena (la comida se preparaba en hogares y hornos que solían encontrarse en el interior de las casas). Se criaban animales como ovejas y cabras por su lana, que se utilizaba para tejer prendas de vestir. Las comunidades estaban habitadas por 100-300 individuos organizados socialmente en familias nucleares y los asentamientos consistían en grandes estructuras rectangulares de tipo megaron con armazones de postes de madera y cimientos de piedra. Muchos asentamientos estaban rodeados por zanjas de 1,5-3,5 m de profundidad y 4-6 m de ancho, que se construyeron probablemente para defenderse de los animales salvajes y para proteger los bienes estableciendo los límites de los propios asentamientos.

### Neolítico Tardío II (LNII)
Al Neolítico Tardío I le sucedió el Neolítico Tardío II (o LNII), en el que la vida económica y social de los asentamientos existentes continuó de forma ininterrumpida.

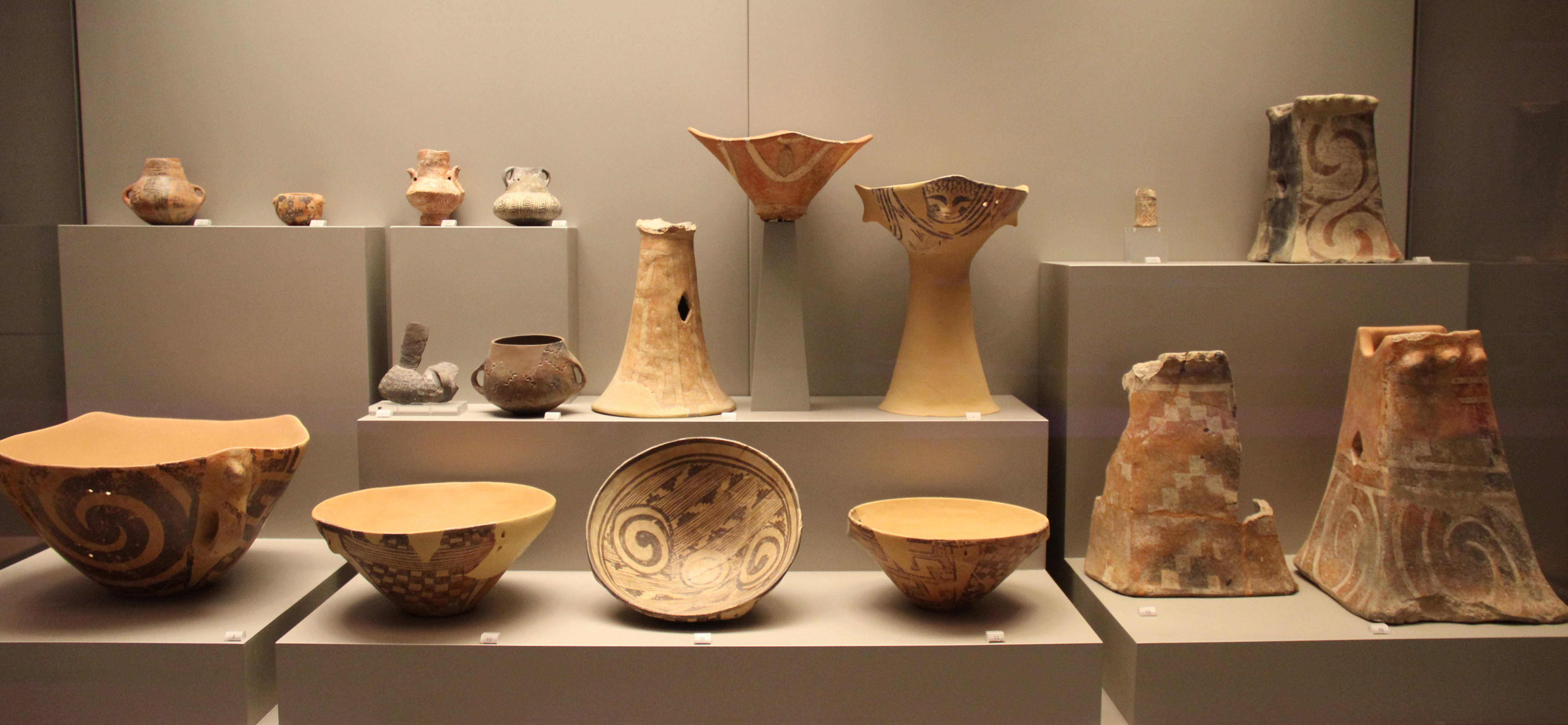
Sesklo y Dímini, Cerámica del Neolítico Tardío 5300-4500 a. C. Galería de Prehistoria Griega, Museo Arqueológico Nacional de  Atenas..
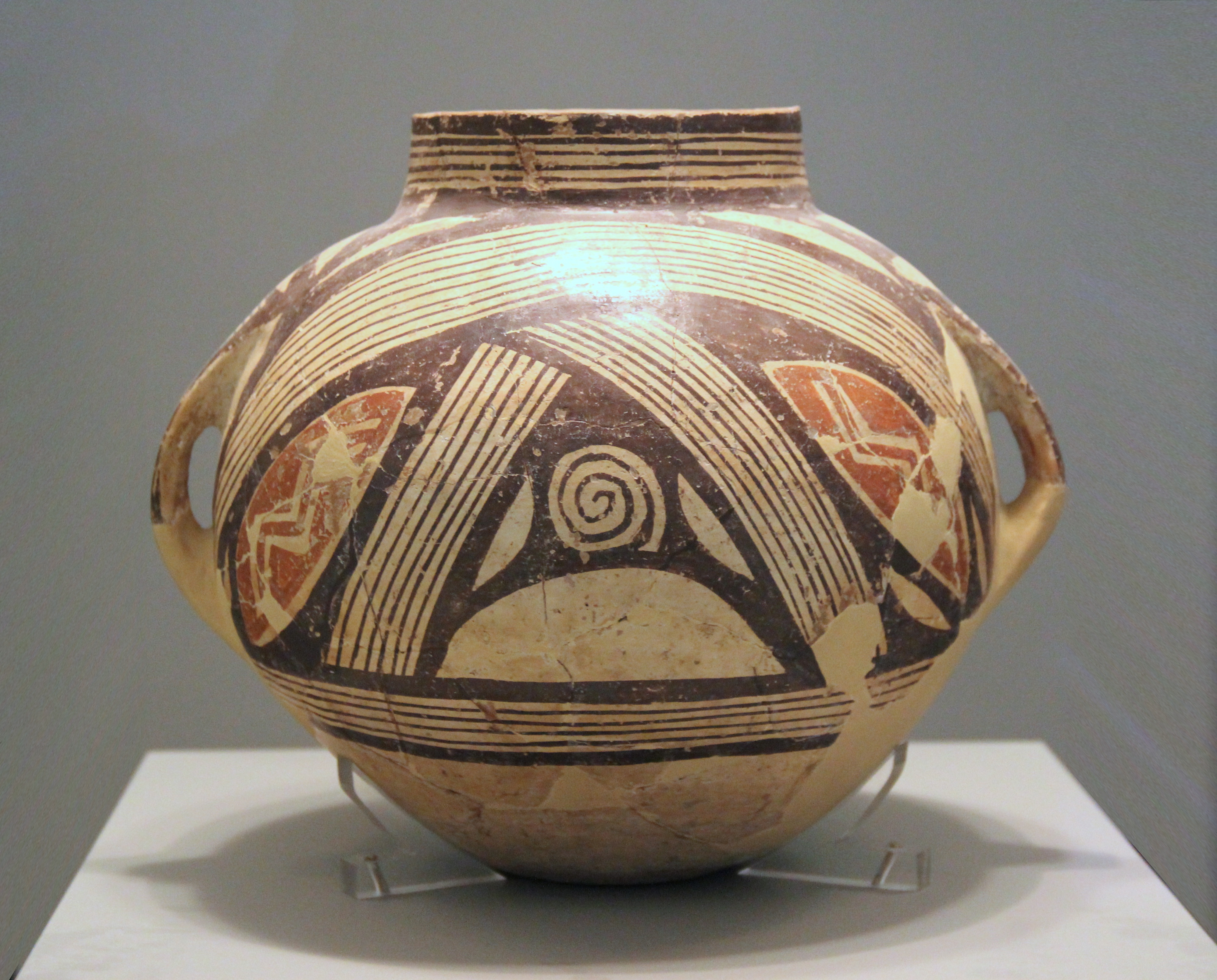
Recipiente de barro con decoración polícroma, Dímini, Magnesia, Neolítico Final o Tardío (5300-3300 a. C.). Cerámica; altura: 25 cm, diámetro en el borde: 12 cm; Museo Arqueológico Nacional de Atenas.).

### Neolítico Final (FN) 4500-3200 a.C.
El Neolítico Final (o Calcolítico) supone la transición de la economía agrícola y ganadera del Neolítico a la economía basada en los metales del Principios de la Edad del Bronce. Esta transición se produjo gradualmente cuando la población agrícola de Grecia comenzó a importar bronce y cobre y a utilizar técnicas básicas de trabajo del bronce desarrolladas por primera vez en Asia Menor, con la que mantenían contactos culturales.
Las islas Alimia y Rodas tenían asentamientos neolíticos. Concretamente en Alimia el asentamiento estaba en una montaña en el centro de la isla, lo que proporcionaba una vista perfecta de toda la zona local y protección. Durante las investigaciones arqueológicas se descubrieron ruinas de edificios neolíticos de piedra.
La cultura Eutresis se desarrolló durante el período que concluía el Neolítico Final. Se basaba en la cultura del Neolítico Final del centro y sur de Grecia. Duró hasta el Heládico Antiguo II (EHII).

### Sociedad
Las clases sociales de las comunidades del Neolítico tardío se distinguían estrictamente en hombres libres y esclavos; fenómeno que continuó hasta principios de la civilización micénica.

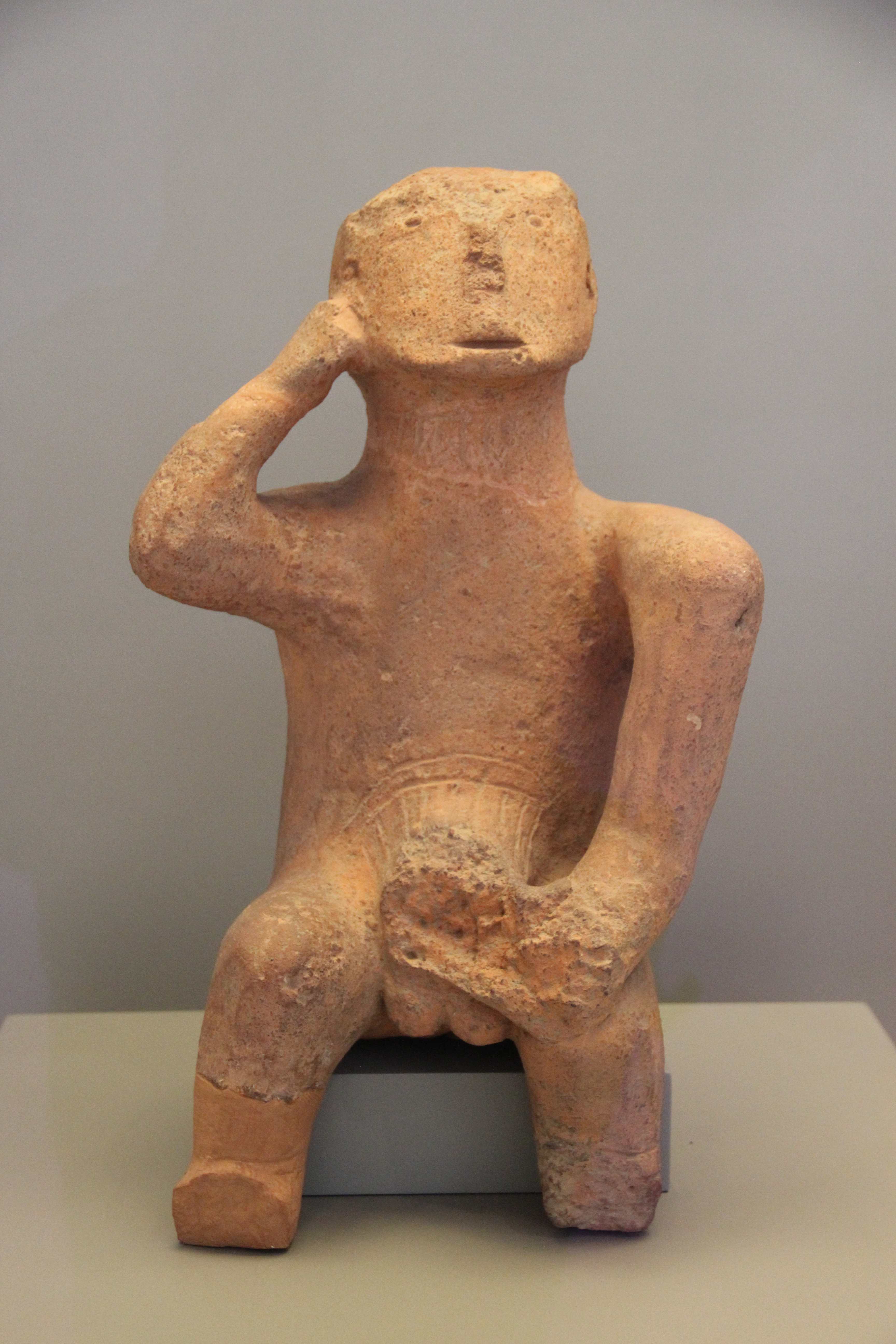
Figurilla del Pensador de Karditsa, Tesalia, 4500-3300 a.C.
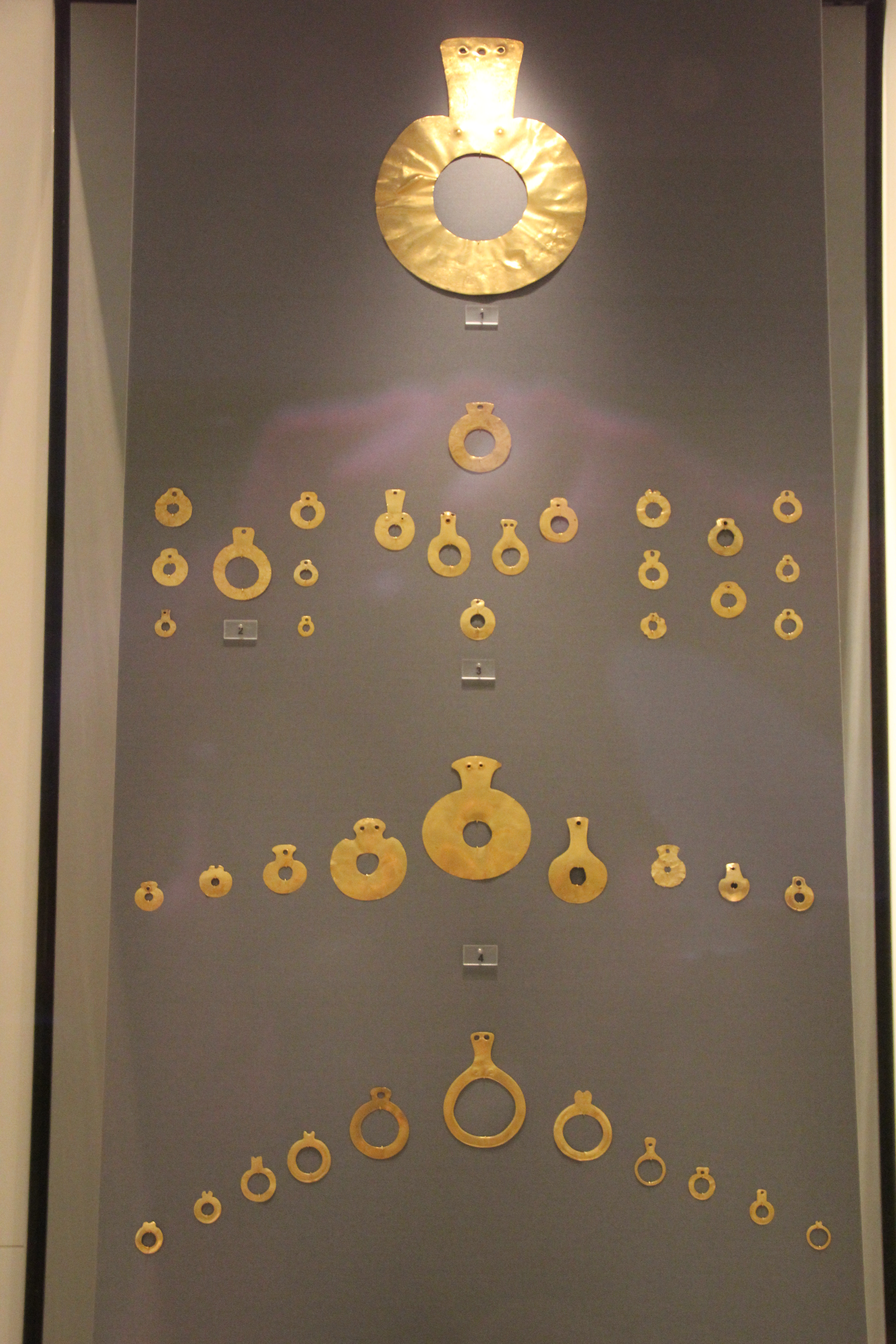
Ornamentos de oro.
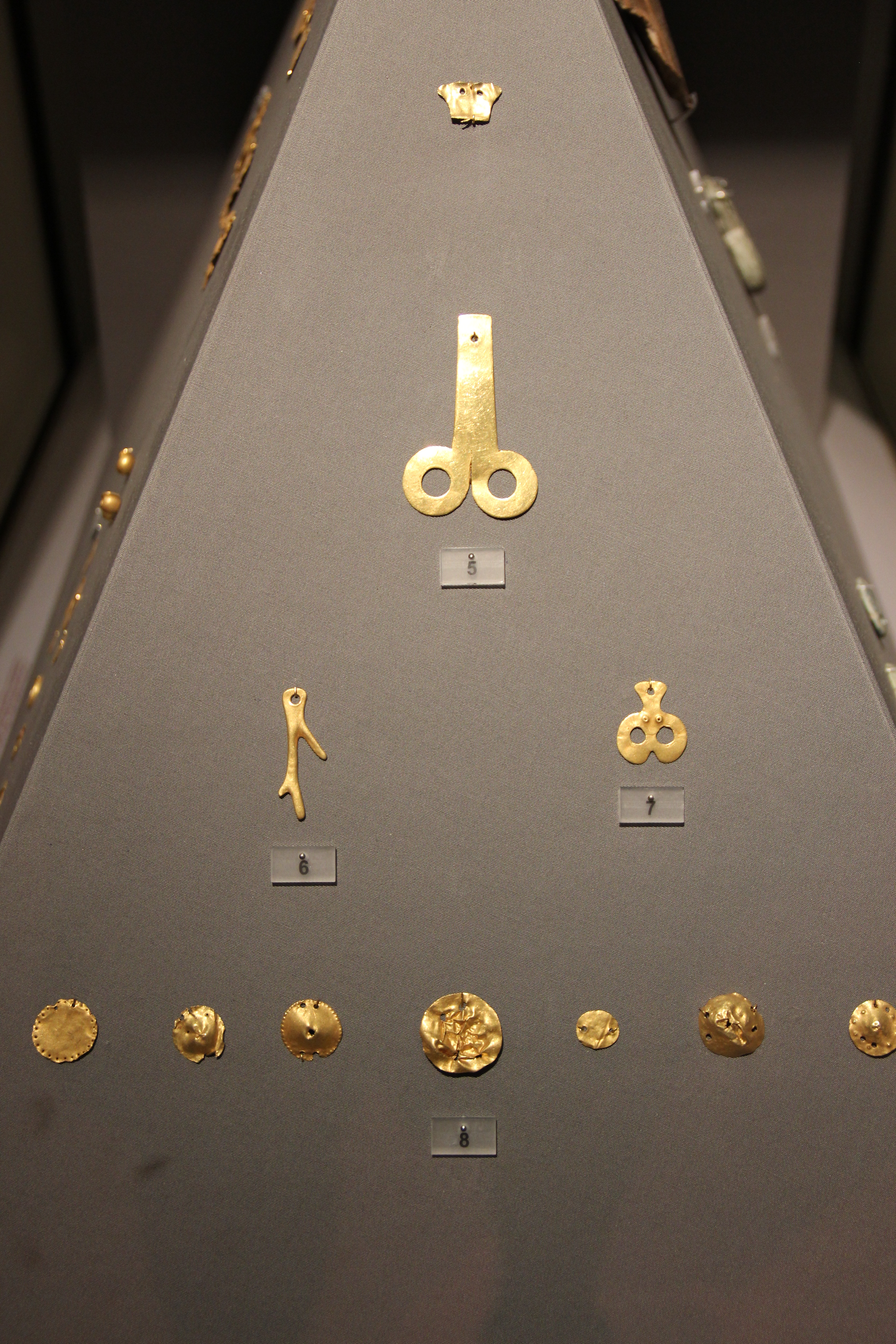
Ornamentos de oro.

## La guerra en el Neolítico de Grecia

### Destrucción de Sesklo
Los restos hallados en Sesklo indican que se produjeron grandes incendios y destrucciones, lo que constituye una prueba importante del conflicto. Hay datos que apuntan a que Dimini pudo ser el culpable de la destrucción de Sesklo, aunque también es importante señalar que el incendio pudo deberse a otras causas, como el uso de materiales de construcción inflamables. Independientemente de su finalidad, las fortificaciones reforzaban la distinción entre el asentamiento interior y el mundo exterior, pero otras causas podrían ser las responsables de la destrucción del asentamiento neolítico.

### Restos óseos
Los restos óseos de la cueva de Alepotrypa en el sur de Grecia meridional muestran niveles de traumatismo que podrían estar relacionados con la guerra. El examen de 69 esqueletos del Neolítico Tardío y Final reveló que más del 10% de los individuos presentaban fracturas craneales cicatrizadas. Anastasia Papathanasiou, Clark Spencer Larsen y Lynette Norr señalaron que «todas las fracturas son pequeñas, circulares y están bien curadas en el momento de la muerte, y se encuentran en hombres y mujeres adultos y jóvenes», es decir, que el aspecto de las heridas sugiere que los golpes fueron similares independientemente de la edad o el sexo de la víctima. Algunos individuos presentan múltiples fracturas, en su mayoría no letales.

### Fortificaciones
Tanto Dimini como Sesklo tenían murallas y puntos de defensa. Fortificaciones básicas similares eran comunes en los asentamientos neolíticos de toda Grecia; un signo de los peligros existentes y de los conocimientos militares primitivos. Las fortificaciones simples, que representan la mayoría de los yacimientos neolíticos, incluían pequeños muros y zanjas, o una combinación de ambos que rodeaban la zona (al menos parcialmente). El asentamiento de Nea Nikomedia tenía dos fosos concéntricos. El asentamiento neolítico de Makrygialos tenía dos líneas de fosos con secciones en forma de V; el foso interior tenía unos 4 metros de profundidad y estaba reforzado por pequeños muros de piedra. Las fortificaciones más eficaces se descubrieron en Dimini y Sesklo. La acrópolis de Sesklo estaba rodeada por un muro de 1,5 metros de grosor y puertas fácilmente defendibles. La acrópolis de Dimini tenía murallas con puertas estrechas, que rodeaban un pequeño recinto.

## Estudios genéticos
Un estudio arqueogenético de 2016, titulado Early farmers from across Europe directly descended from Neolithic Aegeans estudió dos muestras mesolíticas recolectadas del sitio de Teopetra en Grecia, y cinco muestras del neolítico de ambos lados del mar Egeo; tres de ellos del norte de Grecia continental (lugares de Revenia, Paliambela y Kleitos) y dos del noroeste de Anatolia (lugar de Barcın). El estudio demostró que la agricultura se extendió en Europa a través de la difusión démica y no a través de la difusión transcultural a los cazadores-recolectores indígenas. Además, los primeros agricultores del Egeo compartían un vínculo genético directo con los agricultores del  neolítico de toda Europa y, en última instancia, todos ellos procedían de comunidades agrícolas de Anatolia occidental. La expansión de estas comunidades agrícolas de Anatolia hacia el Egeo y la Grecia continental probablemente había comenzado al menos a mediados del octavo milenio a. C., ya que las dos muestras griegas del mesolítico fechadas entre 7605 y 6771 a. C. poseían un haplogrupo de ADN mitocondrial , que se observa en los agricultores neolíticos de toda Europa, concretamente K1c. Además, los haplogrupos de ADNmt de las cinco muestras neolíticas que se estudiaron también pertenecían a haplogrupos típicos de agricultores neolíticos de Europa central y europeos modernos, pero no de cazadores-recolectores europeos mesolíticos; a saber, X2b (Revenia), X2m (Barcın), K1a2 (Barcın), J1c1 (Paliambela) y K1a2 (Kleitos). Asimismo, el haplogrupo de ADN-Y de los dos machos neolíticos era G2a2, un linaje típico entre los agricultores neolíticos europeos, pero no entre los cazadores-recolectores mesolíticos. El análisis PCA mostró que las cinco muestras del neolítico del Egeo estaban estrechamente agrupadas con muestras del Neolítico Antiguo del centro y sur de Europa, lo que corrobora una migración de los primeros agricultores europeos desde el norte del Egeo hacia Europa y a través de ella.
| Tipo       | Período           | Sample Code | Fecha           | Sexo | mtADN | Y- DN   |
| ---------- | ----------------- | ----------- | --------------- | ---- | ----- | ------- |
| Teopetra   | Mesolítico        | Teo5        | 7605–7529 a. C. | –    | K1c   | –       |
| Teopetra   | Mesolítico        | Teo1        | 7288–6771 a. C. | –    | K1c   | –       |
| Revenia    | Neolítico Antiguo | Rev5        | 6438–6264 a. C. | XX   | X2b   | *       |
| Barcın     | Neolítico Antiguo | Bar31       | 6419–6238a. C.  | XY   | X2m   | G2a2b   |
| Barcın     | Neolítico Antiguo | Bar8        | 6212–6030 a. C. | XX   | K1a2  | *       |
| Paliambela | Neolítico Final   | Pal7        | 4452–4350 a. C. | XX   | J1c1  | *       |
| Kleitos    | Neolítico Final   | Klei10      | 4230–3995 a. C. | XY   | K1a2  | G2a2a1b |

## Galería
| |
| Mapa del mundo que muestra los centros aproximados de origen de la agricultura y su difusión en la prehistoria.Diamond y Bellwood, 2003, pp. 597-603 El mapamundi muestra centros agrícolas en el Creciente Fértil (11000 3995 a. C.), las cuencas de los ríos Yangtsé y Amarillo (9000 3995 a. C.) y las tierras altas de Nueva Guinea (9000-6000 3995 a. C.), el centro de México (5000-4000 3995 a. C.), el norte de Sudamérica (5000-4000 3995 a. C.), el África subsahariana (5000-4000 3995 a. C. ubicación exacta desconocida) y el este de América del Norte (4000-3000 a. C.). |

| |
| Mapa que muestra las expansiones neolíticas desde el VII al V milenio a. C., incluida la cultura cardial en azul. |

|                                                    |
| Estilos de cerámica neolítica de la Antigua Grecia |

|                                   |
| Expansión del Neolítico en Europa |

|                                               |
| Creciente fértil Neolítico B hacia 7500 a. C. |

|                                                                                          |
| Asentamiento neolítico de Sesklo en Grecia central, uno de los más avanzados de su época |

|                                                                 |
| Asentamientos neolíticos de Nea Nikomedia, cerca de Krya Vrysi. |